# Грипна епидемия 2009, щам H1N1
През март 2009 г. избухва грипна епидемия причинена от нов щам на грипния вирус H1N1. Първоначално огнища на заболяването са локализирани в 3 области на Мексико и много скоро след това в САЩ и Канада.
След откриването на новия щам в Съединените щати, неговото наличие бързо е потвърдено в множество страни на няколко континента като има над 1600 предполагаеми случая. Поради невъзможността да се потвърди щамът при всеки един от тези случаи, причинени от грипен вирус, Световната здравна организация (СЗО) се отнася към тях с колективното наименование „грипоподобно заболяване“ (на английски: influenza-like illnesses (ILI)). Оценено е, че 11–21% от населението на света е било заразено, а 151 700–575 400 души са починали.
Новият щам е получен от част на човешкия инфлуенца вирус тип А (подтип H1N1) причинил през 1918 г. на грипна пандемия (испански грип), част от два или три щама на вируса на инфлуенцата по свинете (подтипове H1N2, H3N1, H3N2), както и на птичия грип. През месец април СЗО и Центърът за контрол на заболяванията на САЩ (CDC) изразяват сериозно безпокойство, че възникналият нов щам на инфлуенцата може да причини заболяване предавано от човек на човек със значителна смъртност, която бързо да прерасне в грипна пандемия.
На 25 април 2009 г. СЗО определя ситуацията като „международна опасност за общественото здраве“ с липса на познания по отношение на „клинични особености, епидемиология, вирусология за регистрираните случаи“. Правителствата на страни от цял свят също изразяват опасения за възникналите случаи на заболяване като ситуацията се наблюдава отблизо.

## Началото

### Преди епидемията
Преди възникването на настоящата епидемия, зимата на 2008 – 2009 г. в Северното полукълбо е сравнително лек сезон по отношение на грипните инфекции. В световен мащаб те обикновено причиняват 250 000 – 500 000 смъртни случая при хора най-вече в напреднала възраст, младите и хората с хронични заболявания. До 8 април 2009 г. Центърът за контрол на заболяванията на САЩ (ЦКЗ) докладват за смъртта на 43 деца от сезонния грип, в сравнение с 68 през предходния грипен сезон. Това благоприятно развитие отчасти се дължи на по-добрите ваксини използвани за сезон 2008 – 2009 г., за които е решено да се изготвят от три щама на вируса (H1, H3 и B). Подобрението се дължи и на изпълнението на препоръките да бъдат обхванати потенциално опасни за разпространението възрастови групи от хора, а именно тези на възраст 5 – 18 години.
В периода от декември 2005 г. до февруари 2009 г., в десет щати на САЩ са регистрирани дванадесет души с инфекция от свинска инфлуенца.

### Първи случаи
Първият потвърден случай на болестта е на 2 април при болно момче в градчето Ла Глория в щата Веракруз в Мексико. От началото на март в градчето върлува епидемия от грип с респираторни смущения и засяга около 60% от населението му. Въпреки това в района няма регистриран случай на инфлуенца по свинете. В близост до Ла Глория се намира огромна свиневъдна ферма с годишен оборот от около 1 милион свине. Дълги години жителите му са обезпокоявани от ята мухи развъждащи се в торните лагуни от фермата. В началото на април, мексиканският обществено-опазващ институт обявява, че именно тези мухи може да са първичния вектор на вируса. Собственикът на свиневъдната ферма „Smithfield Foods“ заявява, че свинете му не показват клинични признаци на инфлуенца. Въпреки това обаче той се ангажира да прилага ваксинация на стадото с ваксина против инфлуенца и да провежда месечно изследване за наличието на вируса.
Първите случаи на заболяването възникват на 18 март 2009 г. в столицата Мексико сити, където прогресивно се увеличават болните с признаци на грип. Възникналите случаи са приети от мексиканските здравни власти като последен връх на заболяването за сезона. Такъв обикновено винаги се наблюдава и се причинява от вирусите на инфлуенцата тип B. Подобно развитие на положението продължава до 21 април, когато ЦКЗ с тревога оповестява за два случая на инфлуенца причинена от вирус предизвикващ инфлуенца при свинете. Първите два случая в САЩ, при които е изолиран и доказан свински вирус е при две деца от окръзите Сан Диего и Импириъл, Калифорния. Установена е връзката на двата случая с тези в Мексико, където първият смъртен случай при пациент настъпва на 13 април. Смята се, че вирусът мутира в една жена от Оахака. Проби за изолация на вирус биват изпратени в ЦКЗ на САЩ на 18 април. Резултат за потвърждаването на нов щам са получени на 23 април 2009 г.
През март и април 2009 г. са биват регистрирани около 1000 случаи на съмнение за свински грип при хора в Мексико и югозападната част на САЩ. Щамът изглежда е необичайно смъртоносен в Мексико, причинявайки 149 смъртни случая, повечето от които са в столицата Мексико сити. Регистрирани са и смъртни случаи в щатите Сан Луис Потоси, Идалго, Керетаро и щата Мексико, всички в централната част на Мексико. За някои от случаите в Мексико и Съединените щати, които са потвърдени от Световната здравна организация се казва, че са причинени от неизвестен щам на H1N1. Смъртните случаи в Мексико са на хора в активна възраст в рамките на 25 до 45 години. Този факт е възможна предпоставка за възникване на пандемичен взрив. На 24 април 2009 г. новият щам на вируса е потвърден при 16 от смъртните случаи. Последните актуални данни от 6 юли сочат 94 512 заразени и 429 починали. 

## Превенция
В края на август, СЗО прогнозира широко разпространение на случаите на свински грип в края на 2009 и началото на 2010 г. СЗО смята, че в повечето страни, случаите в резултат на глобалното разпространение на вируса ще се удвояват на всеки три до четири дни в рамките на няколко месеца преди да се достигне максимума на епидемията. Ускореното разпространение на вируса на свинския грип представлява значителна заплаха особено за развиващите страни, чиито здравни системи изпитват значителен натиск поради недостатъчно финансиране и липса на адекватно оборудване.
Според данните на СЗО: „Основният начин за разпространение на новия грипен вирус A(H1N1) наподобява разпространението на сезонния грип, което включва предаване по въздушно-капков път при говорене, кихане или кашляне. Можете да се предпазите от заразяване, като избягвате близък контакт с хора, които показват грипни симптоми (опитвайки се да поддържате разстояние от около 1 метър, ако е възможно).“
В допълнение, според Центъра за контрол и превенция на болестите (Center for Disease Control and Prevention (CDC)): „понякога хората могат да се инфектират, след докосване на повърхност или предмет, върху който са попаднали грипни вируси и докосване на устата или носа с ръка“.
От СЗО дават следните съвети за намаляване на възможността от заразяване при сезонния грип:
- Избягвайте да докосвате с ръце устата и носа си.
- Мийте грижливо ръцете си със сапун и вода или ги почиствайте редовно с мокри кърпички съдържащи алкохол (особено когато докосвате устата и носа или потенциално замърсени повърхности или предмети).
- Избягвайте близки контакти с хора, които е възможно да са болни.
- Намалете, ако е възможно, времето, което прекарвате на многолюдни места.
- Проветрявайте редовно помещенията, които обитавате.
- Практикувайте пълноценен и здрав начин на живот, включително пълноценен сън, хранене (повече пресни плодове и зеленчуци, пълнозърнести храни и меса без тлъстини) и физическа активност.

За да се намали разпространението на сезонните вирусни инфекции, Центърът за контрол и превенция на болестите, също така съветва:
- Покривайте носа и уста си с кърпичка когато кашляте или кихате. Изхвърляйте кърпичките, след като ги използвате.
- Мийте си често ръцете със сапун и вода, особено след кихане и кашляне. Мокрите кърпички, съдържащи алкохол също са ефективни.
- Избягвайте да докосвате очите, носа и устата. Инфекциозните агенти се разпространяват по този начин.
- Избягвайте близък контакт с болни хора.
- Ако сте болен от грип, CDC препоръчва да останете у дома най-малко 24 часа, след като премине треската, освен ако нямате нужда от медицинска помощ или друга необходимост. (Вашата треска трябва да е преминала без използването на намаляващи треската лекарства.) Стойте настрана от другите, за да намалите възможността от заразяване на останалите.